# 理智与情感获奖名单
《理智与情感》（英語：Sense and Sensibility）是一部由英美合拍的1995年电影，由李安执导，女演员艾玛·汤普森将简·奥斯汀1811年的同名小说改编成剧本。汤普森和另一位女演员凯特·温丝莱特一起饰演了达什伍德姐妹。索尼影视娱乐下属子公司哥伦比亚电影公司制作并发行了这部电影。影片于1995年12月15日在电影院上映，获得了1亿3458万2776美元的全球票房收入。影片也获得了影评人压倒性的好评，根据烂蕃茄上收集的52篇专业评论文章，其中有51篇给出了“新鲜”的正面评价，“新鲜度”98%，平均得分7.9（最高10分）；而在上收集的21篇评论文章则全部给出好评，综合评分84（最高100）。影片还登上了超过100个影评人或媒体评选的年度十大佳片榜单。
《理智与情感》上映后获得了多个不同组织颁发的各类奖项肯定，获得肯定的范围主角包括主角演员的表演和汤普森的剧本。影片获得了包括最佳影片奖在内的七项奥斯卡金像奖提名，不过最终只获得了原著改编奖，汤普森之前还曾因1992年电影《霍华德庄园》获第65届奥斯卡女主角奖，她也由此成为截止2014年唯一一位获得过奥斯卡表演和编剧类奖项的电影人。汤普森的剧本还赢得了包括广播影评人协会奖、金球奖、伦敦影评人协会奖在内的11项荣誉。在第49届英国电影学院奖角逐中，影片获得了英国电影和电视艺术学院的12项提名，最终拿下了3项大奖，分别是最佳影片奖，汤普森赢得的最佳女主角奖以及温丝莱特获得的最佳女配角奖。
众演员也获得了多项表演类奖项，其中汤普森就因演出获得了七项提名。温丝莱特在女主角和女配角奖项上都有所斩获，如《标准晚报》（Evening Standard）奖最佳女主角和金球奖最佳电影女配角。除奥斯卡金像奖外，电影还获得了多项提名，并拿下波士顿影评人协会奖最佳影片、金球奖最佳戏剧类影片和广播影评人协会最佳影片等奖项。《理智与情感》也成为20世纪90年代获奖最多的奥斯汀作品改编电影。的玛丽安·约翰森（MaryAnn Johanson）也认为本片可以在所有1995年的电影中排名第五。到颁奖季结束时，《理智与情感》一共获得了60项提名，并在其中30项上得以胜出。

## 获奖与提名
| 组织                   | 颁奖日期            | 奖项                  | 获奖或提名者                                                                        | 结果 |
| ---------------------- | ------------------- | --------------------- | ----------------------------------------------------------------------------------- | ---- |
| 奥斯卡金像奖           | 1996年3月25日       | 女主角                | 艾玛·汤普森                                                                         | 提名 |
| 奥斯卡金像奖           | 1996年3月25日       | 摄影                  | 迈克尔·库尔特（Michael Coulter）                                                                   | 提名 |
| 奥斯卡金像奖           | 1996年3月25日       | 服装设计              | 珍妮·碧万（Jenny Beavan）和约翰·布莱特（John Bright）                                                      | 提名 |
| 奥斯卡金像奖           | 1996年3月25日       | 原创配乐（正剧类）    | 帕特里克·道尔                                                                       | 提名 |
| 奥斯卡金像奖           | 1996年3月25日       | 最佳影片              | 《理智与情感》                                                                      | 提名 |
| 奥斯卡金像奖           | 1996年3月25日       | 女配角                | 凯特·温丝莱特                                                                       | 提名 |
| 奥斯卡金像奖           | 1996年3月25日       | 原著改编              | 艾玛·汤普森                                                                         | 獲獎 |
| 美国电影学会           |                     | AFI百年电影史电影配乐 | 《理智与情感》                                                                      | 提名 |
| 美国电影学会           | AFI百年百大电影     | 《理智与情感》        | 提名                                                                                |      |
| 美国电影学会           | AFI百年百大爱情电影 | 《理智与情感》        | 入选                                                                                |      |
| 柏林电影节             | 1996年2月26日       | 金熊奖                | 《理智与情感》                                                                      | 獲獎 |
| 波士顿影评人协会       | 1995年12月17日      | 最佳导演              | 李安                                                                                | 獲獎 |
| 波士顿影评人协会       | 1995年12月17日      | 最佳影片              | 《理智与情感》                                                                      | 獲獎 |
| 波士顿影评人协会       | 1995年12月17日      | 最佳编剧              | 艾玛·汤普森                                                                         | 獲獎 |
| 英国电影学院奖         | 1996年4月23日       | 最佳女主角            | 艾玛·汤普森                                                                         | 獲獎 |
| 英国电影学院奖         | 1996年4月23日       | 最佳男配角            | 艾伦·瑞克曼                                                                         | 提名 |
| 英国电影学院奖         | 1996年4月23日       | 最佳女配角            | 凯特·温丝莱特                                                                       | 獲獎 |
| 英国电影学院奖         | 1996年4月23日       | 最佳女配角            | 伊丽莎白·斯普里格斯（Elizabeth Spriggs）                                                             | 提名 |
| 英国电影学院奖         | 1996年4月23日       | 最佳改编剧本          | 艾玛·汤普森                                                                         | 提名 |
| 英国电影学院奖         | 1996年4月23日       | 最佳摄影              | 迈克尔·库尔特                                                                       | 提名 |
| 英国电影学院奖         | 1996年4月23日       | 最佳服装设计          | 珍妮·碧万和约翰·布莱特                                                              | 提名 |
| 英国电影学院奖         | 1996年4月23日       | 最佳导演              | 李安                                                                                | 提名 |
| 英国电影学院奖         | 1996年4月23日       | 最佳影片              | 《理智与情感》                                                                      | 獲獎 |
| 英国电影学院奖         | 1996年4月23日       | 最佳电影音乐          | 帕特里克·道尔                                                                       | 提名 |
| 英国电影学院奖         | 1996年4月23日       | 最佳化妆和发型设计    | 莫拉格·罗斯（Morag Ross）、简·阿奇博尔德（Jan Archibald）                                                  | 提名 |
| 英国电影学院奖         | 1996年4月23日       | 最佳艺术指导          | 露西安娜·阿瑞吉（Luciana Arrighi）                                                                 | 提名 |
| 英国电影摄影师协会     | 1995年              | 最佳摄影奖            | 迈克尔·库尔特                                                                       | 提名 |
| 克罗鲁迪斯奖           | 1996年              | 最佳女主角            | 艾玛·汤普森                                                                         | 提名 |
| 克罗鲁迪斯奖           | 1996年              | 最佳影片              | 《理智与情感》                                                                      | 提名 |
| 克罗鲁迪斯奖           | 1996年              | 最佳男配角            | 艾伦·瑞克曼                                                                         | 提名 |
| 克罗鲁迪斯奖           | 1996年              | 最佳女配角            | 伊丽莎白·斯普里格斯                                                                 | 提名 |
| 广播影评人协会         | 1996年1月22日       | 最佳影片              | 《理智与情感》                                                                      | 獲獎 |
| 广播影评人协会         | 1996年1月22日       | 最佳编剧              | 艾玛·汤普森                                                                         | 獲獎 |
| 德国电影奖             | 1997年6月6日        | 最佳外语片            | 李安                                                                                | 獲獎 |
| 美国导演工会奖         | 1996年3月2日        | 电影类最佳导演奖      | 李安                                                                                | 提名 |
| 《标准晚报》英国电影奖 | 1997年2月2日        | 最佳女主角            | 凯特·温丝莱特 因《理智与情感》和《绝恋》（Jude）共同获奖                                | 獲獎 |
| 《标准晚报》英国电影奖 | 1997年2月2日        | 最佳编剧              | 艾玛·汤普森 与《猜火车》编剧约翰·霍奇（John Hodge）并列获奖                                   | 獲獎 |
| 金球奖s                | 1996年1月21日       | 最佳女主角（正剧类）  | 艾玛·汤普森                                                                         | 提名 |
| 金球奖s                | 1996年1月21日       | 最佳导演              | 李安                                                                                | 提名 |
| 金球奖s                | 1996年1月21日       | 最佳影片（正剧类）    | 《理智与情感》                                                                      | 獲獎 |
| 金球奖s                | 1996年1月21日       | 最佳原创配乐          | 帕特里克·道尔                                                                       | 提名 |
| 金球奖s                | 1996年1月21日       | 最佳编剧              | 艾玛·汤普森                                                                         | 獲獎 |
| 金球奖s                | 1996年1月21日       | 最佳电影女配角        | 凯特·温丝莱特                                                                       | 提名 |
| 伦敦影评人协会奖       | 1997年3月2日        | 年度英国剧作家        | 艾玛·汤普森                                                                         | 獲獎 |
| 洛杉矶影评人协会       | 1995年12月16日      | 最佳编剧              | 艾玛·汤普森                                                                         | 獲獎 |
| 国家评论协会           | 1996年2月26日       | 最佳女主角            | 艾玛·汤普森 因《理智与情感》和《卡琳顿》（Carrington）一起获奖                                | 獲獎 |
| 国家评论协会           | 1996年2月26日       | 最佳导演              | 李安                                                                                | 獲獎 |
| 国家评论协会           | 1996年2月26日       | 十大佳片              | 《理智与情感》                                                                      | 獲獎 |
| 纽约影评人协会         | 1996年1月7日        | 最佳导演              | 李安                                                                                | 獲獎 |
| 纽约影评人协会         | 1996年1月7日        | 最佳编剧              | 艾玛·汤普森                                                                         | 獲獎 |
| 卫星奖                 | 1996年1月           | 最经典                | 《理智与情感》 经典名著书籍与套装，其中包括《理智与情感》、《小妇人》和《劝导》（Persuasion） | 提名 |
| 美国演员工会奖         | 1996年2月24日       | 电影群体演出奖        | 休·格兰特、艾伦·瑞克曼、艾玛·汤普森、凯特·温丝莱特                                  | 提名 |
| 美国演员工会奖         | 1996年2月24日       | 最佳女主角            | 艾玛·汤普森                                                                         | 提名 |
| 美国演员工会奖         | 1996年2月24日       | 最佳女配角            | 凯特·温丝莱特                                                                       | 獲獎 |
| 德克萨斯影评人协会奖   | 1995年12月28日      | 最佳女主角            | 艾玛·汤普森 因《理智与情感》和《卡琳顿》共同获奖                                    | 獲獎 |
| 德克萨斯影评人协会奖   | 1995年12月28日      | 最佳改编剧本          | 艾玛·汤普森                                                                         | 獲獎 |
| 东南影评人协会         | 1995                | 十大佳片              | 《理智与情感》                                                                      | 獲獎 |
| 南加州大学编剧奖       | 1996                | 南加州大学编剧奖      | 艾玛·汤普森                                                                         | 獲獎 |
| 美国编剧工会奖         | 1996年3月17日       | 最佳改编剧本          | 艾玛·汤普森                                                                         | 獲獎 |
| 大不列颠作家工会       | 1996                | 电影编剧              | 艾玛·汤普森                                                                         | 獲獎 |